# Invader (Automarke)

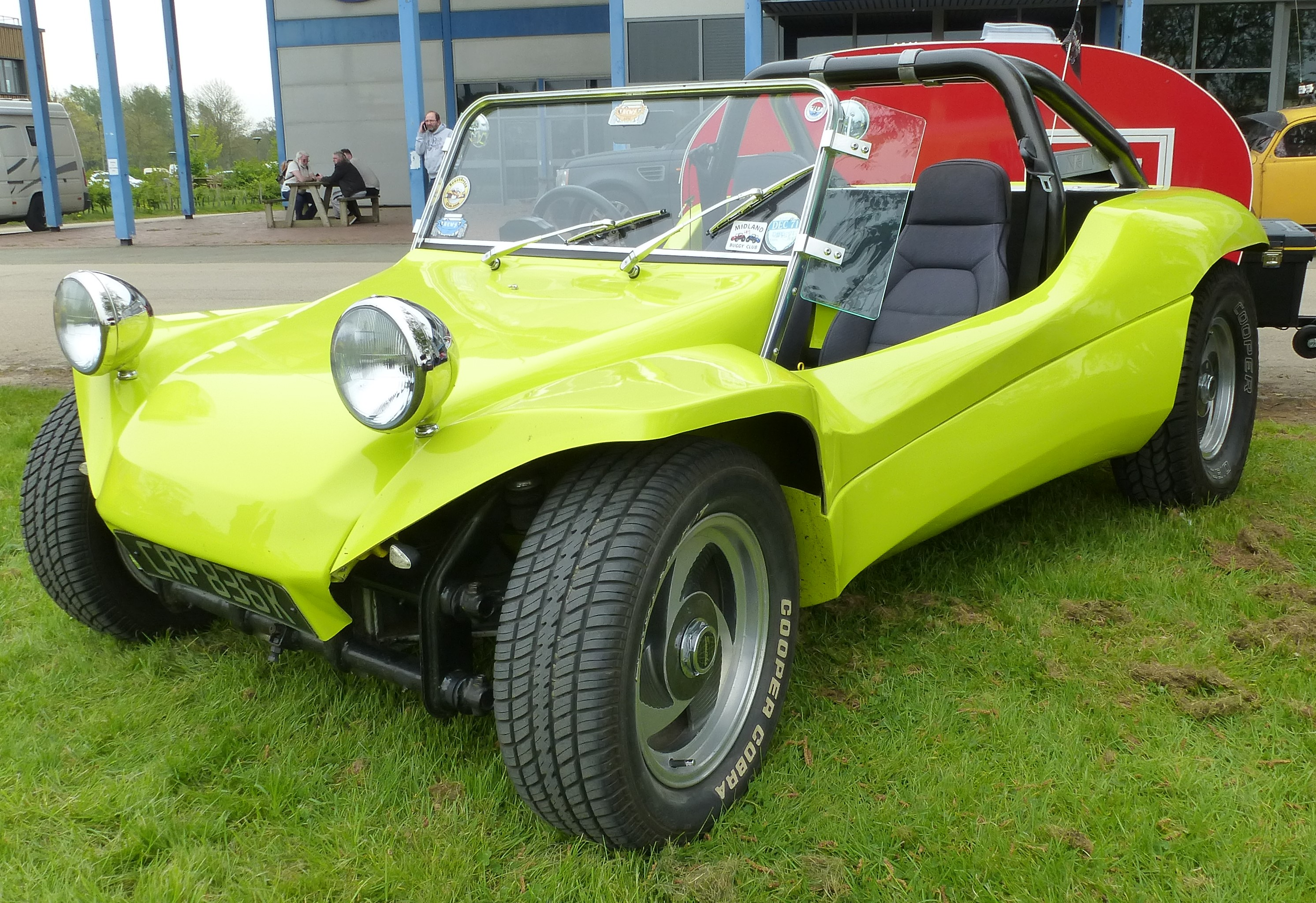
Invader Buggy

Invader war eine britische Automarke.

## Markengeschichte
John Sprinzel importierte die Karosserie eines Scorpion LT von Desert Fox Sand Buggies aus den USA, veränderte ein paar Details und präsentierte ein Fahrzeug auf der British Motor Show 1970. John Cullen von GB Motors aus Birmingham übernahm das Projekt und brachte es in die Serienfertigung. Der Markenname lautete Invader. 1977 übernahm Croy Glassfibre Products aus Bordesley Green und bot bis 1979 Bausätze an. James Hale von GT Mouldings aus Portslade setzte die Produktion von 1988 bis 1991 fort. Insgesamt entstanden etwa 150 Exemplare.
Der Export erfolgte nach Griechenland.

## Fahrzeuge
Im Anget stand nur ein Modell. Dies war ein VW-Buggy. Das gekürzte Fahrgestell vom VW Käfer bildete die Basis. Zwischen 1977 und 1979 betrug der Preis für einen Kit 258,75 Pfund inklusive Mehrwertsteuer.